# By My Side
«By My Side» es el vigésimo séptimo disco sencillo del grupo australiano de rock INXS, el tercero desprendido de su séptimo álbum de estudio X, y fue publicado el 30 de marzo de 1991. La canción fue escrita por Andrew Farriss, Michael Hutchence y Chris Thomas. En Australia fue el cuarto sencillo del álbum, ya que previamente, en febrero, se publicó Bitter Tears.
Se trata de una balada en la que predomina el sonido del piano y la guitarra acústica. La canción fue compuesta por Andrew Farriss y Michael Hutchence durante las sesiones de grabación del álbum X en 1990. El productor discográfico Chris Thomas también aparece acreditado como autor del tema, a él se debe el estribillo y los arreglos.
Como lado B del sencillo aparece el tema The Other Side, compuesta por Kirk Pengilly, y Soothe Me de Andrew Farriss.
"By My Side" alcanzó el puesto 42 de la lista UK Singles Chart. Una posición discreta, al igual que sucedería en otras listas europeas y australianas, para un tema que a lo largo de los años se convirtió en uno de los clásicos del repertorio de la banda. 
Fue una de las dos canciones de INXS, junto con "Never Tear Us Apart", que se interpretaron en el funeral del líder de la banda, Michael Hutchence tras su suicidio el 22 de noviembre de 1997.
En febrero de 2014, tras la emisión en Australia de la serie documental "INXS: Never Tear Us Apart", "By My Side" regresó a las listas de éxitos australianas llegando a alcanzar el puesto 67.

## Formatos
Formatos del sencillo.
En disco de vinilo de 7"
7 pulgadas. 1991 Mercury Records 878 966-7  /  / 
| Lado A |              |                                                  |          |  |
| N.º    | Título       | Escritor(es)                                     | Duración |  |
| 1.     | «By My Side» | Andrew Farriss, Michael Hutchence y Chris Thomas | 3:05     |  |

| Lado B |                  |               |          |  |
| N.º    | Título           | Escritor(es)  | Duración |  |
| 1.     | «The Other Side» | Kirk Pengilly | 3:52     |  |

En disco de vinilo de 12"
12 pulgadas. 1991 WEA Records 903174459-0 . 1991 Mercury Records 878 967-1  / . La versión europea y británica no incluyen la pista 2 del lado A By My Side.
| Lado A |                              |                                                  |          |  |
| N.º    | Título                       | Escritor(es)                                     | Duración |  |
| 1.     | «By My Side» (The Movie Mix) | Andrew Farriss, Michael Hutchence y Chris Thomas | 4:47     |  |
| 2.     | «By My Side»                 | Andrew Farriss, Michael Hutchence y Chris Thomas | 3:05     |  |

| Lado B |                              |                                 |          |  |
| N.º    | Título                       | Escritor(es)                    | Duración |  |
| 1.     | «Soothe Me»                  | Andrew Farriss                  | 3:37     |  |
| 2.     | «Faith in Each Other» (Live) | Jon Farriss y Michael Hutchence | 4:53     |  |

En Casete
| Casete. 1991 Mercury Records 878 966-4 |                  |                                                  |          |  |
| N.º                                    | Título           | Escritor(es)                                     | Duración |  |
| 1.                                     | «By My Side»     | Andrew Farriss, Michael Hutchence y Chris Thomas | 3:05     |  |
| 2.                                     | «The Other Side» | Kirk Pengilly                                    | 3:52     |  |

Casete. 1991 WEA 903174459-4 
| Lado A |                              |                                                  |          |  |
| N.º    | Título                       | Escritor(es)                                     | Duración |  |
| 1.     | «By My Side» (The Movie Mix) | Andrew Farriss, Michael Hutchence y Chris Thomas | 4:47     |  |
| 2.     | «By My Side»                 | Andrew Farriss, Michael Hutchence y Chris Thomas | 3:05     |  |

| Lado B |                              |                                 |          |  |
| N.º    | Título                       | Escritor(es)                    | Duración |  |
| 1.     | «Soothe Me»                  | Andrew Farriss                  | 3:37     |  |
| 2.     | «Faith in Each Other» (Live) | Jon Farriss y Michael Hutchence | 4:53     |  |

En CD
| CD 1991 WEA 903174458-2 |              |                                                  |          |  |
| N.º                     | Título       | Escritor(es)                                     | Duración |  |
| 1.                      | «By My Side» | Andrew Farriss, Michael Hutchence y Chris Thomas | 3:05     |  |
| 2.                      | «Soothe Me»  | Andrew Farriss                                   | 3:37     |  |

| CD 1991 WEA 903174460-0 . 1991 WEA WMC5-389 |                              |                                                  |          |  |
| N.º                                         | Título                       | Escritor(es)                                     | Duración |  |
| 1.                                          | «By My Side» (The Movie Mix) | Andrew Farriss, Michael Hutchence y Chris Thomas | 4:47     |  |
| 2.                                          | «By My Side»                 | Andrew Farriss, Michael Hutchence y Chris Thomas | 3:05     |  |
| 3.                                          | «Soothe Me»                  | Andrew Farriss                                   | 3:37     |  |
| 4.                                          | «Faith in Each Other» (Live) | Jon Farriss y Michael Hutchence                  | 4:53     |  |

| CD 1991 Mercury Records 878 967-2 / |                                 |                                                  |          |  |
| N.º                                 | Título                          | Escritor(es)                                     | Duración |  |
| 1.                                  | «By My Side»                    | Andrew Farriss, Michael Hutchence y Chris Thomas | 3:05     |  |
| 2.                                  | «The Other Side»                | Kirk Pengilly                                    | 3:52     |  |
| 3.                                  | «Faith in Each Other» (Live)    | Jon Farriss y Michael Hutchence                  | 4:53     |  |
| 4.                                  | «Disappear» (The Morales Remix) | Jon Farriss y Michael Hutchence                  | 6:36     |  |